# Tau (letter)
De tau /tɑu/, (hoofdletter Τ, kleine letter τ, Grieks: ταυ) is de 19e letter van het Griekse alfabet. τ' is het Griekse cijfer voor 300, ,τ voor 300 000.
De tau wordt – wanneer deze deel uitmaakt van een woord – uitgesproken als /t/, zoals in truffel.

## Gebruik
In de wiskunde is tau gelijk aan het dubbele van het getal pi (2*3.142... = 6.283...).
De letter tau wordt gebruikt om een schuifspanning in een materiaal aan te geven.
De tau wordt eveneens gebruikt in de elektronica om de op- of ontlaadtijd van een condensator weer te geven.
Ook in de heraldiek en de faleristiek speelt de Tau een rol. Dan is sprake van het "Tau-kruis", het symbool van de Orde van Sint-Antonius.